# Thiersee (See)

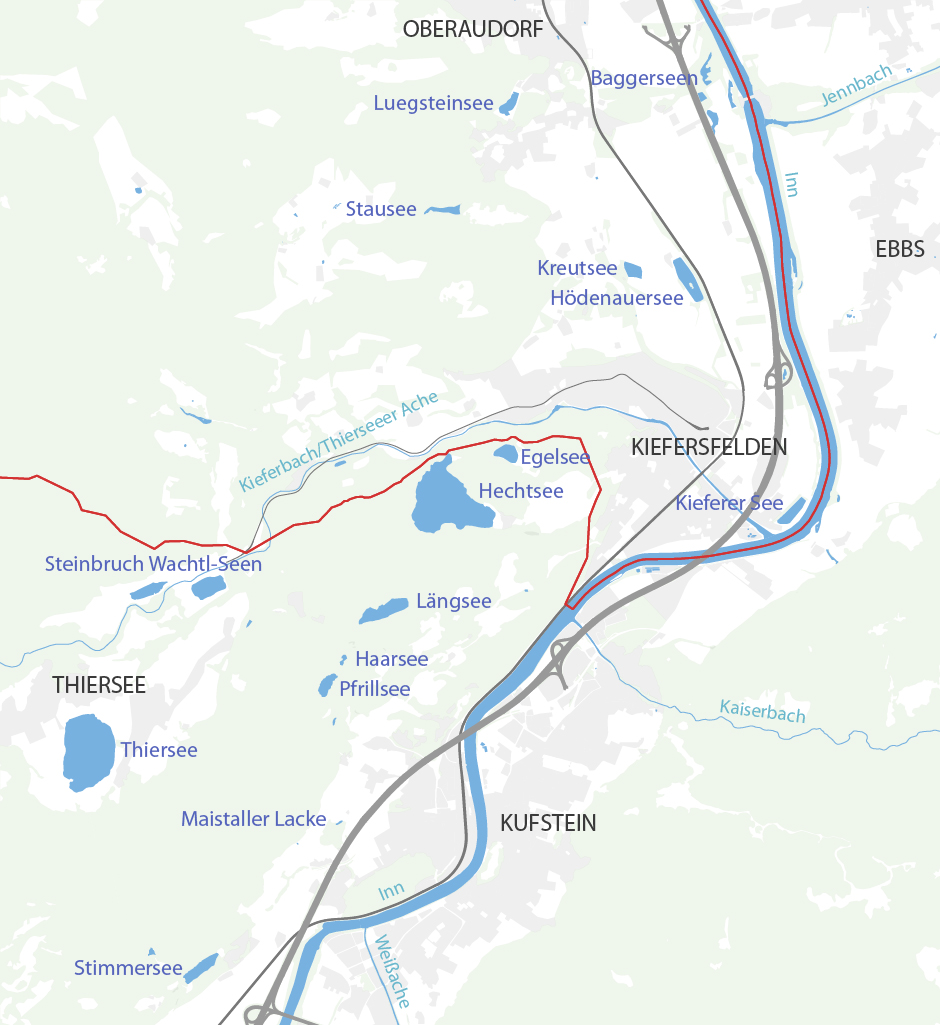
Seen um Kufstein und Kiefersfelden

Der Thiersee ist ein 25 ha großer und bis zu 12 m tiefer See in den Brandenberger Alpen in Tirol. Er ist als Naturdenkmal geschützt.

## Geographie
Der Thiersee liegt südlich von Vorderthiersee im gleichnamigen Tal auf 616 m ü. A. in einem vom Maistaller Berg und Pendling umschlossenen Kessel.
Der See wird von zwölf kleineren Zuflüssen, großteils aus dem Pendlingmassiv, gespeist. Er entwässert am Nordende über den 700 m langen Thierseebach zur Thierseer Ache, die wiederum in den Inn mündet.

## Geschichte
Während das Tal Tiersee seit dem 13. Jahrhundert erwähnt wird, wurde der See in der Tiersee erst in Urkunden von 1461 und 1474 erstmals genannt. Damals war er im Besitz von kleinadeligen Herren aus der Gegend. 1751 wurde er vom Verwalter der Hofmark Mariastein dem Baumann zu Schröck in der Thiersee verkauft. Vom Hofnamen dieses Besitzers leitet sich der früher auch gebräuchliche Name Schröckensee oder Schrecksee her. 1775 gehörten das Gut zu Schröck und der See einem Matthias Hofer. Der See wurde zu dieser Zeit mit Hechten, Schleien, Haseln und Karpfen besetzt und zum Fischfang genutzt. 1930 wurde er zum Naturdenkmal erklärt.
Der Name Thiersee kommt vermutlich von „Tier“, was im Mittelhochdeutschen ein wildes Tier bezeichnete, und verweist auf den Reichtum an Jagdtieren in der waldreichen Gegend.

## Hydrologie
Das natürliche Einzugsgebiet des Thiersees beträgt 6,2 km². Es besteht zu knapp zwei Dritteln aus Wäldern und naturnahen Flächen (64,2 %). 15,9 % werden landwirtschaftlich genutzt, 15,7 % sind bebaut und 4,2 % sind Wasserflächen. In der unmittelbaren Umgebung des Sees ist die Landwirtschaft die Hauptnutzung.
Der mittlere Abfluss beträgt 0,19 m³/s, die Wassererneuerungszeit rund 130 Tage.
Die durchschnittliche Wassertemperatur beträgt im Februar 1,8 °C und im August 21,6 °C, sie kann im Sommer bis auf 27 °C steigen.
Von Jänner bis März ist der See regelmäßig vereist.

## Ökologie

### Wassergüte
Der Thiersee ist ein mäßig nährstoffreiches Gewässer in einem stabilen mesotrophen Grundzustand ohne Anzeichen einer Eutrophierung. Die Sichttiefe beträgt zwischen 2,5 und 4,5 m (2016). Die fallweise geringe Sichttiefe ist vor allem auf den Eintrag von Schwebstoffen bei Hochwässern sowie den Kalkreichtum des Gewässers zurückzuführen. Die Badewasserqualität wurde 2016 als ausgezeichnet bewertet.

### Flora und Fauna
Die Ufer des Thiersees werden auf weiten Strecken von einem schmalen Bewuchs gesäumt. Im Norden findet sich eine Seerosen-Gesellschaft mit der gefährdeten und geschützten Weißen Seerose, Laichkraut und Tannenwedel vor einem schmalen Röhrichtstreifen. Das Ostufer weist einen ausgeprägten Röhricht-Großseggengürtel mit Gewöhnlicher Teichbinse, Schilfrohr, Fieberklee, Steifer Segge, Schnabel-Segge und Sumpf-Helmkraut. An den Mündungen der Zuflüsse wachsen Flutender Schwaden und Bach-Ehrenpreis sichtbar. Daneben finden sich im unmittelbaren Uferbereich Hochstauden wie Echtes Mädesüß sowie Davallseggenrieder. Die den See umrundende Promenade wird von einzelnen Grau-Erlen, Eschen, Schwarz-Pappeln und gepflanzten Weiden begleitet.
Jenseits der Seepromenade schließen sich teils landwirtschaftlich intensiv genützte Wiesen, teils Feuchtwiesen an, die zum Teil in ein Niedermoor übergehen. Zu den hier vorkommenden Pflanzen zählen Breitblättriges Knabenkraut, Mehlprimel, Gewöhnliche Simsenlilie, Fieberklee, Spitzblättriges Spießmoos, Sumpf-Streifensternmoos (Aulacomnium palustre) und Verwandtes Sternmoos. An Bäumen gibt es neben degradierten Beständen eines Schwarzerlen-Bruchwaldes mit Schwarzerlen, Eschen und Fichten an den trockeneren Rändern auch Bergahorne, Bergulmen und Sommerlinden. In der Strauchschicht herrscht der Faulbaum vor. Im Unterwuchs finden sich neben feuchtigkeitsliebenden Arten wie Bitterem Schaumkraut, Blut-Weiderich und Schilf auch Arten des Buchenwaldes wie die Einbeere. Der Bruchwald-Rest geht in ein nicht mehr bewirtschaftetes Flachmoor über, in dem sich Schilf, Sumpf-Helmkraut und Sumpf-Stendelwurz ausbreiten.
Für Wasservögel ist der Thiersee eher unbedeutend, lediglich der Stockente dient er als Brutgebiet.

## Nutzung
Wegen der relativ hohen Wassertemperaturen im Sommer ist der Thiersee ein beliebter Badesee, am Nordufer befindet sich ein Strandbad. Daneben dient er dem Freizeitbootsbetrieb mit einem Ruder- und Tretbootverleih und der Angelfischerei. Am Westufer befindet sich ein Campingplatz. Im Winter wird der See zum Eislaufen genutzt. Von 1932 bis in die Zeit nach dem Zweiten Weltkrieg fanden auf dem See Eisrennen und Skijörings mit Motorrädern statt.